# El rei Ricard i els croats
El rei Ricard i els croats (títol original en anglès: King Richard and the Crusaders) és una pel·lícula estatunidenca de David Butler estrenada el 1954 adaptació de la novel·la homònima de Walter Scott. Ha estat doblada al català.

## Argument[2]
Durant la Tercera Croada, Ricard Cor de Lleó es proposa expulsar els infidels de Terra Santa. Mentrestant, en el camp cristià regna la discòrdia: Sir Gilles Amaury i Conrad de Montferrat conspiren contra el rei i, malgrat que el fidel Sir Kenneth Huntingdon el prevé, Ricardo no li fa cas. Una nit, un arquer enviat pels conspiradors fereix greument el rei. En aquestes circumstàncies, Sir Gilles Amaury expulsa Sir Kenneth de l'exèrcit anglès. En el seu exili, Sir Kenneth, descobreix la conspiració ordida per Sir Gilles i aconsegueix desemmascarar tots els homes que han traït el rei Ricard. Finalment cristians i musulmans s'uneixen en la batalla per salvar Lady Edith del malvat Sir Gilles i tornar el poder al rei Ricard.

## Repartiment
- Rex Harrison: Saladí
- Virginia Mayo: Lady Edith Plantagenet
- George Sanders: Ricard Ier d'Anglaterra
- Laurence Harvey: Sir Kenneth of the Leopard
- Robert Douglas: Sir Giles Amaury
- Michael Pate: Conrad de Montferrat
- Paula Raymond: Berenguera de Navarra
- Lester Matthews: Arquebisbe de Tyr / Narrador
- Anthony Eustrel: Baró de Vaux
- Henry Corden: Felip II de França
- Wilton Graff: Leopold V d'Àustria
- Nejla Ates: Dansaire
- Nick Cravat: Nectobanus
- Leslie Bradley: Capità
- Bruce Lester: Castellà
- Lumsden Hare, Gavin Muir (no surten als crèdits): Físics